# Obra Leniwa
Obra Leniwa – kanał wodny w woj. lubuskim, w powiecie międzyrzeckim, dopływ Gniłej Obry.